# Lom
Lom és un municipi al comtat d'Innlandet, Noruega. Té 2.347 habitants (2016) i té una superfície de 1.968 km². És part de la regió tradicional de Gudbrandsdal. El centre administratiu del municipi és el poble de Fossbergom. El municipi de Lom va ser establert l'1 de gener de 1838. El territori de Skjåk va ser separat de Lom per esdevenir un municipi independent el 1866. Té 2,356 habitants i té una superfície de 1,968,65 km².
Lom és famós per la seva història extensa, per tenir una de les poques esglésies medievals de fusta restants a Noruega, i per ser enmig de les muntanyes més altes del nord d'Europa.

## Etimologia
Les formes en nòrdic antic del nom van ser Lóar (nominatiu) i Lóm (datiu). El nom és la forma plural del que significa "prat".

## Història

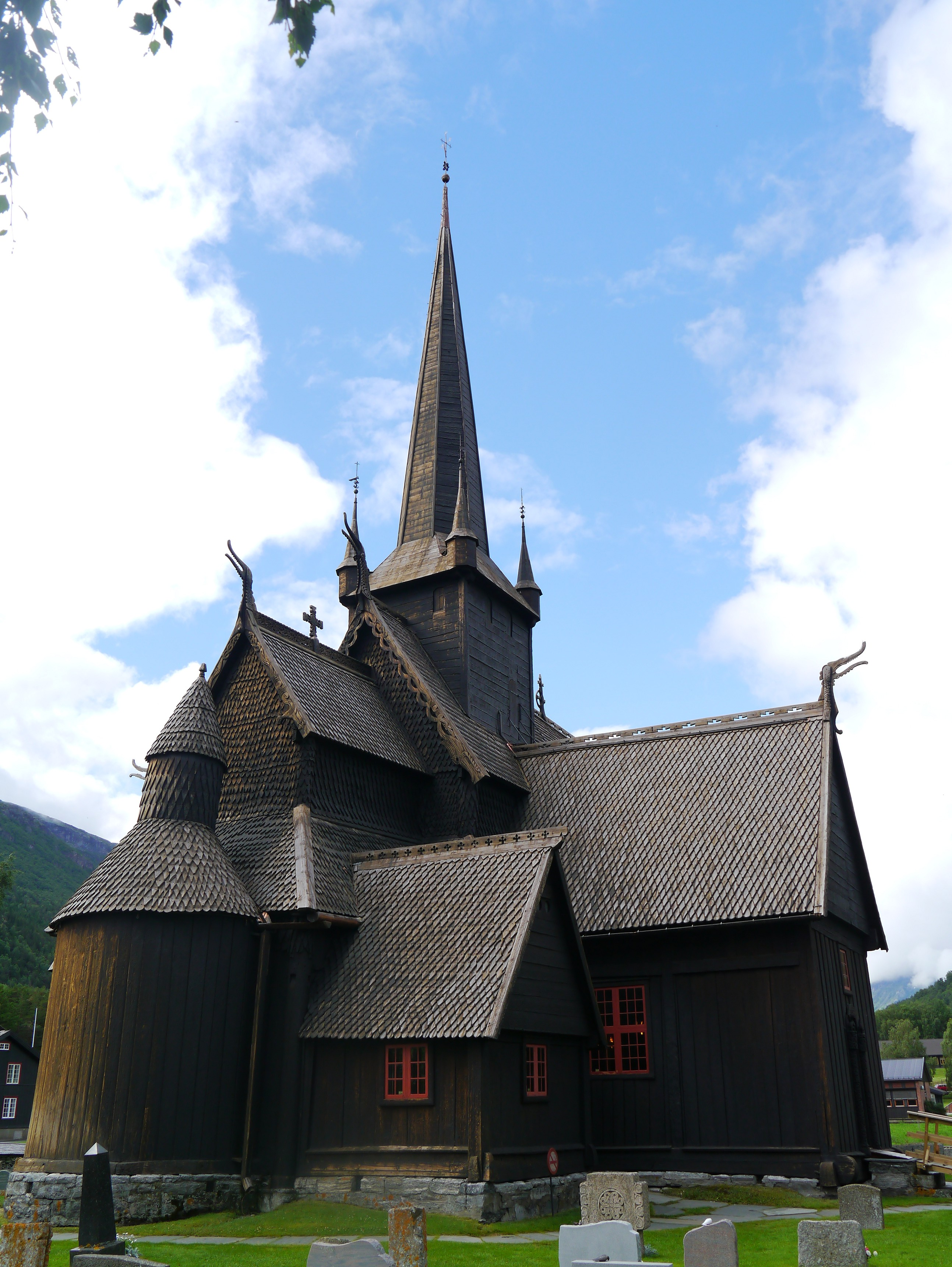
Església de fusta de Lom.

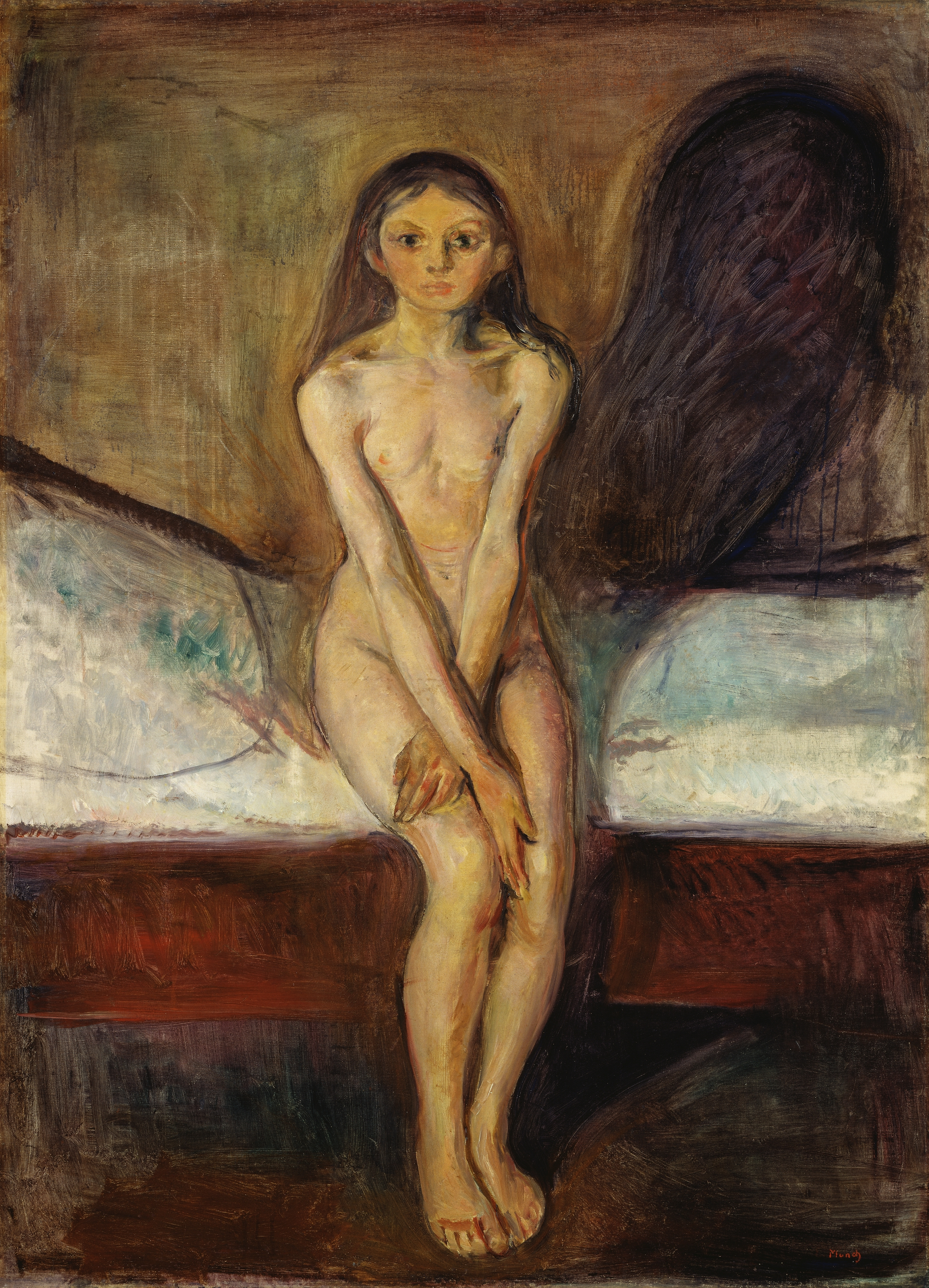
Pubertat (1894-95), pintura d'Edvard Munch.

Una antiga ruta comercial passava des de Sunnmøre a través de Lom i Skjåk, per la vall de Gudbrandsdal fins a l'Østlandet. Es transportava peix i sal cap a l'interior, i gra que es dirigia a la costa.
La Saga d'Olaf Haraldsson explica el que Sant Olaf va comentar el primer cop que va dirigir la mirada a les terres de Lom: «Quina pena haver d'arrasar una vall tan bonica!». En vista d'esmentades intencions (des d'aleshores ha estat un debat recurrent si Sant Olaf es referia a Lom o Skjåk, el municipi veí que llavors formava part de Lom) els residents de la vall van maleir Sant Olaf tot cridant St. Olaf-stuggu (la maledicció de Sant Olaf), a l'edifici on Sant Olaf es diu que va passar una nit el 1021. L'edifici forma part del Museu del Districte de Presthaugen.
L'església antiga de fusta, que està situada al centre de Lom, es construïa al voltant de la segona meitat del segle xii. S'estenia el 1634, amb l'addició més llunyana de dues naus el 1667. Es creu que l'església estava envoltada originalment per un passatge circular, igual que moltes altres esglésies de fusta noruegues, però que aquest passatge va ser eliminat en les dues ales laterals que es van afegir. Poques inscripcions rúniques es poden veure encara a l'església. L'església també conté nombroses pintures dels segles XVII i xviii amb motius religiosos. Moltes de les pintures van ser realitzades per l'artista local Eggert Munch, un parent llunyà d'Edvard Munch. L'església també conté nombrosos exemples de fusta local tallada, com es veu en les elaborades volutes d'acant que adornen la trona. Les figures tallades del drac a la teulada són antics símbols de la protecció contra el mal. És encara en ús com l'església local.
L'església de fusta de Garmo, construïda al voltant del 1150, va ser demolida i els materials es van traslladar de Lom per ser reconstruïda al Museu Maihaugen de Lillehammer.
En la Segona Guerra Mundial, durant la campanya de Noruega, l'exèrcit noruec va recloure als presoners alemanys al Camp de presoners de guerra de Lom. Lom va ser bombardejada dues vegades per la Luftwaffe l'abril del 1940.

### Escut d'armes
L'escut d'armes és modern. Se'ls hi va concedir el 6 de febrer de 1987. L'escut mostra tres skjeltrekor (espases) de color plata sobre un fons blau. Aquestes espases van ser històricament utilitzades per treure l'aigua dels canals de reg típics de la zona. La zona és una de les més seques de Noruega, però el sòl és bo per a l'agricultura. Per tant, necessita regs. Al segle xvi es va desenvolupar un sistema en què la fusió de l'aigua de les muntanyes va ser transportada a la zona utilitzant els canals de fusta o aqüeductes. L'aigua es divideix al seu torn l'ús dels canals de reg.

## Geografia

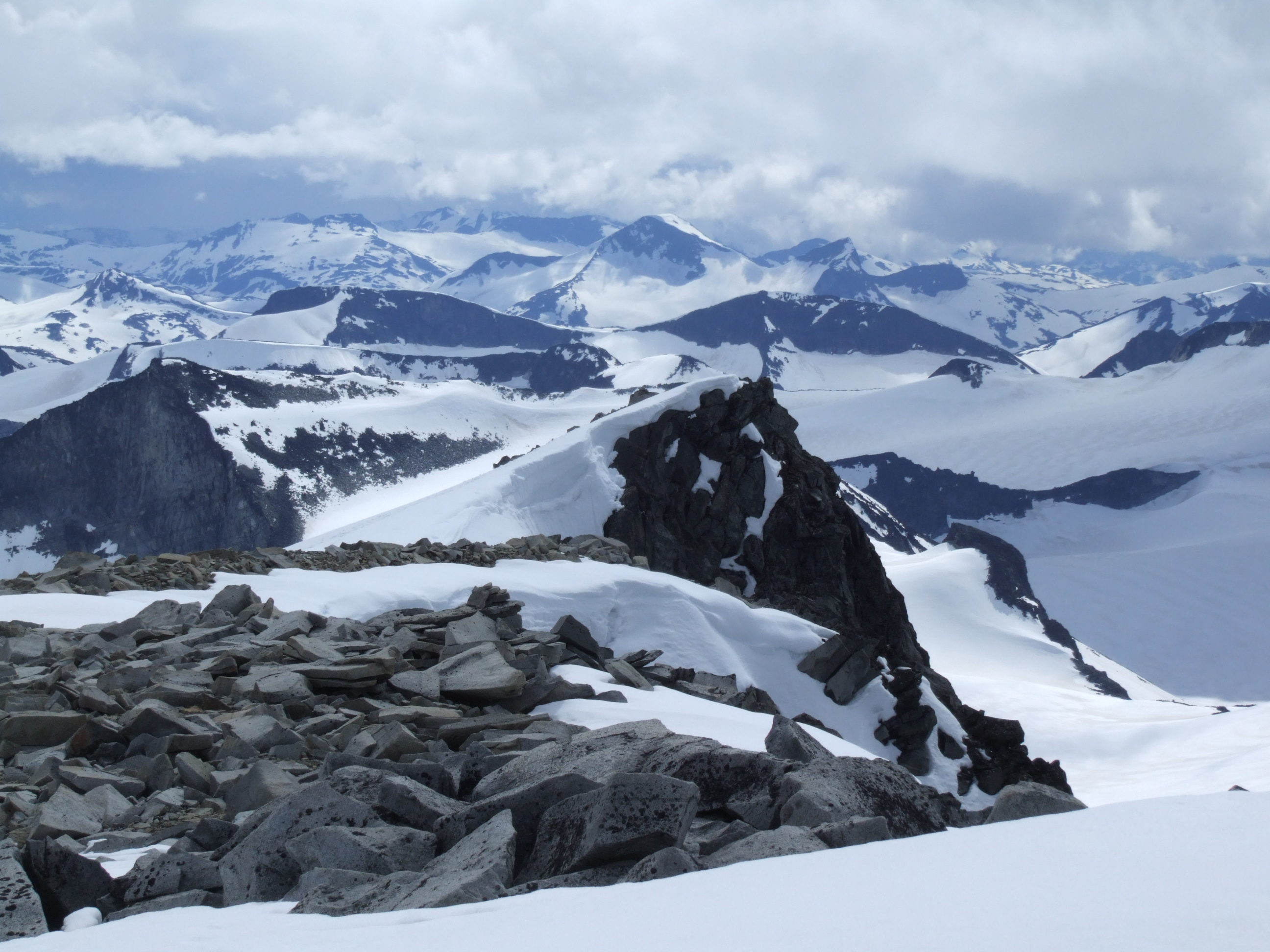
Vista des del Galdhøpiggen a principis de juliol.

Lom és la "porta" a les muntanyes del Parc Nacional de Jotunheimen. El municipi conté els dos cims més alts de Noruega, el Galdhøpiggen (2.469 m) i Glittertind (2.464 m), ambdós a dins del parc.
Fan frontera amb Lom al nord-oest Skjåk, al nord Lesja, a l'est i sud-est Vågå, i al sud Vang, tots a Oppland. Al sud-oest hi fa frontera amb el municipi de Luster, del comtat de Sogn og Fjordane. El poble de Lom està situat al fons de la vall, a una alçada de 382 msnm.

### Clima
El clima de Lom és continental extrem respecte a l'estàndard noruec. La precipitació mitjana anual a Fossbergom és de 321 mil·límetres i les temperatures mensuals mitjanes van des dels -10 °C al gener als 14 °C al juliol. Els estius són sovint assolellats amb temperatures diürnes que normalment es troben entre els 14 °C fins als 25 °C. Les grans zones de muntanya de Lom són molt més fredes i amb més precipitacions; a l'estiu no és inusual que per damunt dels 2.000 metres hi hagi nevades. L'agricultura té des de fa segles regs d'irrigació.
| Dades climàtiques a Lom            | Dades climàtiques a Lom | Dades climàtiques a Lom | Dades climàtiques a Lom | Dades climàtiques a Lom | Dades climàtiques a Lom | Dades climàtiques a Lom | Dades climàtiques a Lom | Dades climàtiques a Lom | Dades climàtiques a Lom | Dades climàtiques a Lom | Dades climàtiques a Lom | Dades climàtiques a Lom | Dades climàtiques a Lom |
| Mes                                | gen                     | febr                    | març                    | abr                     | maig                    | juny                    | jul                     | ag                      | set                     | oct                     | nov                     | des                     | anual                   |
| ---------------------------------- | ----------------------- | ----------------------- | ----------------------- | ----------------------- | ----------------------- | ----------------------- | ----------------------- | ----------------------- | ----------------------- | ----------------------- | ----------------------- | ----------------------- | ----------------------- |
| Mitjana diària °C (°F)             | −9.6 (14.7)             | −8.4 (16.9)             | −3.0 (26.6)             | 2.4 (36.3)              | 8.4 (47.1)              | 12.6 (54.7)             | 13.9 (57)               | 12.8 (55)               | 8.3 (46.9)              | 3.7 (38.7)              | −3.0 (26.6)             | −7.0 (19.4)             | 2.6 (36.7)              |
| Precipitació mitjana mm (polzades) | 22 (0.87)               | 14 (0.55)               | 14 (0.55)               | 10 (0.39)               | 17 (0.67)               | 34 (1.34)               | 48 (1.89)               | 36 (1.42)               | 37 (1.46)               | 35 (1.38)               | 27 (1.06)               | 27 (1.06)               | 321 (12.64)             |
| Font:                              |                         |                         |                         |                         |                         |                         |                         |                         |                         |                         |                         |                         |                         |

## Economia

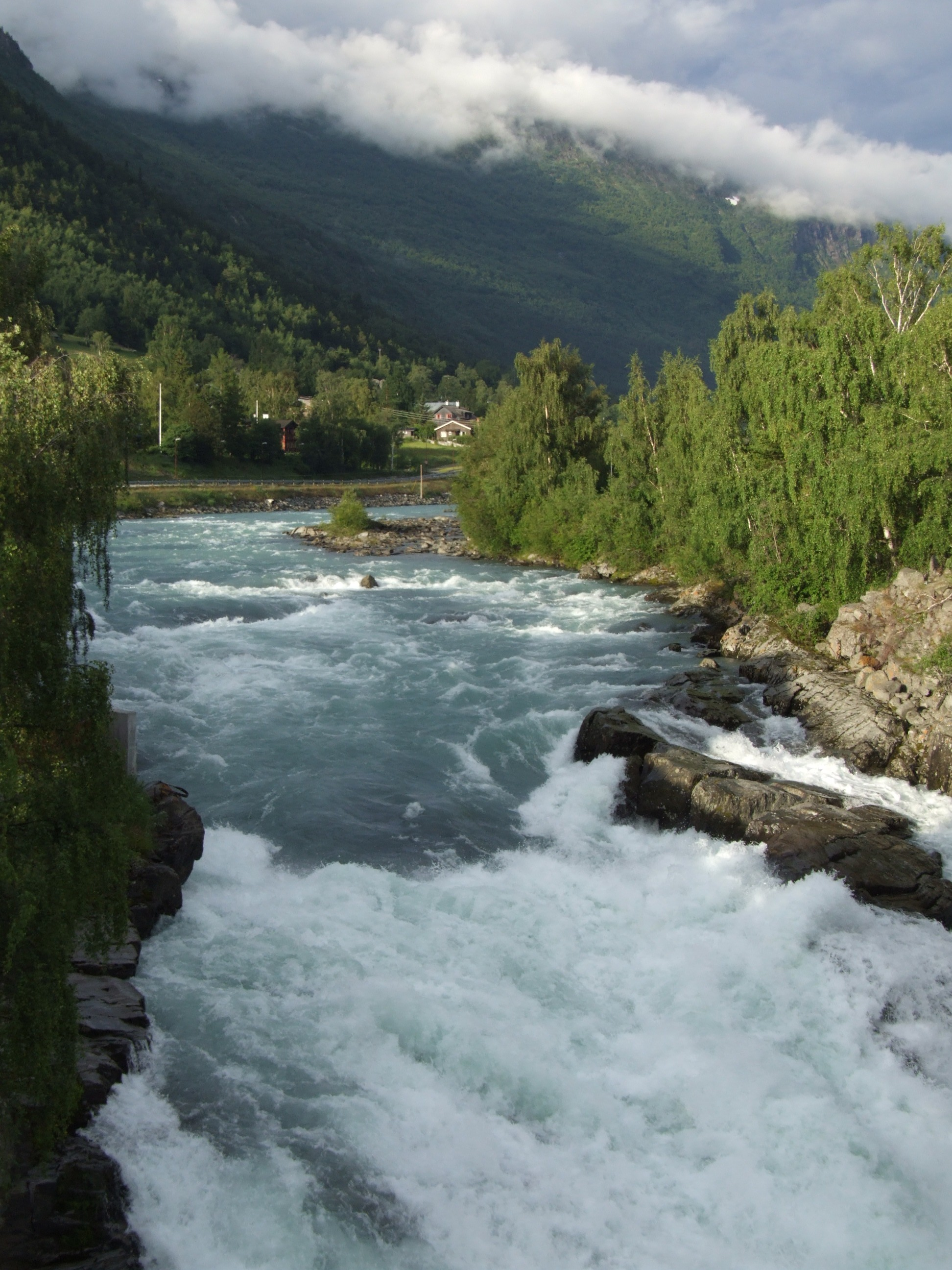
Riu Bøvra a Lom.

L'agricultura ha estat durant molt de temps important a Lom. La bellesa natural i la història estesa d'aquesta regió muntanyosa també fa de Lom una important destinació turística.

## Fills il·lustres
- Lom és el lloc de naixement del novel·lista Knut Hamsun, guanyador del Premi Nobel 1920 de Literatura. El seu lloc de naixement és 12 quilòmetres a l'est del centre de Lom. La seva reputació fou greument tacada quan donà suport al nazisme durant la invasió nazi de Noruega.
- El poeta Olav Aukrust va néixer i va viure a Lom. Hi ha un monument dedicat a ell prop de l'església.

## Llocs d'interès
- L'església medieval de fusta de Lom.
- El Parc Nacional de Jotunheimen.
- El Museu de Muntanya Noruec.
- Museu a l'aire lliure de Presthaugen.
- Centre Fossheim Pedra/Mineral.
- La carretera 55 de Lom sobre el Sognefjell (el port de muntanya més alt d'Europa).
- La casa de camp de Knut Hamsun situada a Garmostrædet.
- La Columna Sagasøyla a Bøverdalen.
- Els canals d'irrigació de Lom.